# Логвин Григорій Никонович
Григо́рій Ни́конович Логвин (9 (22) травня 1910, с. Косівка, нині Олександрійський район, Кіровоградська область — 7 березня 2001, Київ) — український мистецтвознавець і архітектор.
Почесний академік Академії архітектури України (1992), почесний доктор Науково-дослідного інституту теорії та історії архітектури і містобудування (1996), лауреат Національної премії України імені Тараса Шевченка (1993), заслужений діяч мистецтв України (1996), заслужений архітектор України (1999), кандидат архітектури (1948), доктор мистецтвознавства (1969).
Батько українського художника та письменника Юрія Логвина.

## Життєпис

Григорій Логвин (праворуч у другому ряду) з учасниками з'їзду молодих активістів (1930-ті роки)

Народився 22 (9 ст. с.) травня 1910 року в с. Косівка, нині Олександрійського району Кіровоградської області (тоді Олександрійського повіту Херсонської губернії) в селянській родині.
У 1926 році закінчив семирічну школу в м. Олександрія. 1929 — закінчив сільськогосподарську школу в с. Шамівка Знам'янського району, після якої працював головним агротехніком, заступником голови і головою колгоспу в с. Дмитрівка Знам'янського району (1929-1931).
1931—1934 — студент Харківського художнього інституту. 1934-1936 — студент Харківського інституту інженерів комунального господарства (ХІІКГ; спеціальність: архітектор, дипломний проект: «Реконструкція Залізноводського курорту»).
1936—1938 — асистент, викладач історії архітектури, рисунку та живопису, архітектор у проектній майстерні та в ХІІКГ.
1938—1941 — студент Московського інституту образотворчих мистецтв (кваліфікація: художник).
1941—1945 — в лавах радянської армії (13-й запасний стрілецький полк до серпня 1941, 36-й артилерійський полк до жовтня 1945).
З жовтня 1945 — «архітектор-автор» в проектному інституті «ДІПросільбуд».
1946–1947 — аспірант Академії архітектури УРСР (науковий керівник П. Г. Юрченко). Тема кандидатської дисертації: «Архитектурный комплекс в Зимно» (1948; архітектура Святогірського монастиря в с. Зимне на Волині).
1958 — ВАК СРСР затвердив Г. Логвина у вченому званні старшого наукового співробітника зі спеціальності «теорія та історія архітектури».
Тема докторської дисертації: «Украинское искусство (Происхождение предвозрождения). 1240—1540 гг.» (1968; українське мистецтво XIV—XVI століть; офіційні опоненти: М. К. Каргер, М. А. Ільїн, П. О. Раппопорт.

Могила Григорія Логвина та його сина, Байкове кладовище

Від 1947 протягом майже 50 років працював у Науково-дослідному інституті теорії та історії архітектури і містобудування (Київ).
В 1965 році опублікував у газеті Літературна Україна статтю, із закликом створити Українське товариство охорони пам'яток історії та культури. Ідея була підтримана багатьма вченими, митцями й культурними діячами, які утворили ініціативну групу й організували установчий з'їзд Товариства, який відбувся 1966 року.
Помер у 90-річному віці 7 березня 2001 року. Похований 10 березня на Байковому кладовищі у Києві (ділянка № 49а, 50°25′0.38″ пн. ш. 30°30′6.69″ сх. д. / 50.4167722° пн. ш. 30.5018583° сх. д.).

### Родина

Родина Григорія Никоновича Логвина. Сам він — у другому ряду праворуч. В першому ряду його малолітній син Юрій, майбутній письменник і художник.

Син — український художник та письменник Юрій Логвин.

## Творчий доробок

Григорій Никонович Логвин (ліворуч) з відомим музеєзнавцем Іларіоном Свєнціцьким і своїм сином Юрієм на території Львівського музею українського мистецтва (1951)

1957 — автор розділів «Архітектура України періоду формування української народності (XIV—XVII століть)» та «Дерев'яна архітектура України (XIV—XIX ст.ст.)» у 1-му томі «Нарисів історії архітектури Української РСР».
1967 — автор розділу про архітектуру XIV — першої половини XVI століть в II томі «Історії українського мистецтва».
1968 — автор аналогічного розділу до VI тому «Всеобщей истории архитектуры» (Москва).
1968 — виходить фундаментальна праця «По Україні. Стародавні мистецькі пам'ятки». К., «Мистецтво», 1968.
Член редколегії та науковий редактор III і IV томів ілюстрованого довідника-каталога «Памятники градостроительства и архитектуры Украинской ССР» (К. : Будівельник, 1983—1986).
Редактор і автор вступного слова (разом із М. П. Бажаном) до монографії С. А. Таранушенка «Монументальна дерев'яна архітектура України» (К. : Будівельник, 1976).
Інші монографічні праці (за абеткою):
- З глибин: Гравюри українських стародруків XVI—XVIII ст. Київ: Дніпро, 1990.
- З глибин: Давня книжкова мініатюра XI—XVIII століть. Київ Дніпро, 1974, також: англійською мовою — 1977.
- Киев: По художественным памятникам Киева (Очерк). Москва: Искусство, 1963, 1980, також: англійською, французькою, німецькою мовами, 1982.
- Киево-Печерская лавра. Москва: Искусство, 1958.
- По Україні: Стародавні мистецькі пам'ятки. Київ: Мистецтво, 1968.
- Собор Святої Софії в Києві. Київ: Мистецтво, 2001.
- Софія Київська. Київ: Мистецтво, 1971, також: російською, англійською, німецькою, французькою мовами.
- Украина и Молдавия: Справочник-путеводитель. Москва: Искусство; Лейпциг: Эдицион, 1982, 1987.
- Украинские Карпаты: Книга-спутник. Москва: Искусство, 1973.
- Украинское искусство X—XVIII века. Москва: Искусство, 1963.
- Українське мистецтво XIV — першої половини XVIII ст. Київ: Мистецтво, 1963, співавтор Л. С. Міляєва.
- Український середньовічний живопис. Київ: Мистецтво, 1976, співавтори Л. С. Міляєва, В. І. Свєнціцька.
- Художник М. Г. Дерегус: Нарис. Київ: Мистецтво, 1963.
- Чернигов, Новгород-Северский, Глухов, Путивль. Москва: Искусство, 1980.
- Чигирин. Суботів: Архітектурно-історичний нарис. Київ: Вид-во Академії архітектури УРСР, 1954.

## Пам'ять
На честь Г. Н. Логвина видано: Теорія та історія архітектури і містобудування: Збірник наукових праць Державного НДІ теорії та історії архітектури і містобудування. — К. : НДІТІАМ, 1998. — Вип. 3: На честь Григорія Никоновича Логвина. — 240 с. (Основні друковані праці Г. Н. Логвина, с. 14-19).
У травні 2016 в Олександрії на честь Григорія Логвина було названо вулицю на мікрорайоні Перемога.